# ティム・ノークス
ティモスィー・ディヴィッド・ノークス（Timothy David Noakes, 1949年 -  ）は、南アフリカ共和国の科学者、ケープタウン大学運動科学部およびスポーツ医学部の名誉教授。南アフリカ国立研究財団(National Research Foundation)の委員の1人でもあり、最優秀科学者の1人に挙げられている。
70を超えるマラソンおよびウルトラマラソンにも参加しており、スポーツ科学(Sports Science)や食事と運動に関する研究も行っている。著書『The Real Meal Revolution』(ISBN 978-1472135698)では、炭水化物を制限し、脂肪の摂取を増やす食事法を奨めている。

## 生い立ちと教育
1949年、南ローデシア・ソールズベリー（現在のジンバブエ・ハラレ）に生まれる。5歳のとき、南アフリカに移住する。父親は1954年にタバコの輸出会社を設立している。少年時代はクリケットに関心を寄せていた。ケープタウンのコンスタンシァ(Constantia, Cape Town)にあるモントレー進学校に通う。アメリカ合衆国・カリフォルニア州ハンティントン高校で、交換留学生として1年間過ごした経験を持つ。進学校から教区大学(Diocesan College)へ進んだ。1974年に医学（外科）学士となり、1981年に医学博士の学位を取得し、2002年には理学博士の称号を授与された。

## 研究
1980年、ノークスは、ケープタウン大学(The University of Cape Town)にて、スポーツ科学科(Sports Science Course)の開設を任ぜられた。医学研究評議会(The Medical Research Council)が資金を提供し、運動研究部門として生体エネルギー論(Bioenergetics)を受け持った。のちの運動科学およびスポーツ医学におけるケープタウン大学医用画像研究科(Medical Imaging Research Unit in the University of Cape Town)の前身である。
1990年代初期、ノークスは、南アフリカ出身の元ラグビー選手(Morné du Plessis)とともにスポーツ科学研究所を設立した。1996年以来、彼らは370本を超える生理学の研究論文を発表している。ノークスは「運動誘発性低ナトリウム血症」(Exercise-Associated Hyponatremia)についての研究の第一人者でもある。1984年に開催されたコムレイズ・マラソン(Comrades Marathon)に出場した女性ランナーの1人がこれを発症したことに気付いたノークスは、1985年、専門の機関誌に『スポーツと運動における医学』(Medicine and Science in Sports and Exercise)と題した記事を発表した。
1996年、ノークスは、「中央調速理論」(Theory of The Central Governor)を発表した。ノークスによれば、「『疲労』とは、生理学的な状態ではなく、身体が外部のものから保護しようとして沸き起こる一種の興奮状態である」という。
2005年5月、ノークスは、「第一次国際運動誘発性低ナトリウム血症統一見解会議」(The First International Exercise-Associated Hyponatremia Consensus Development Conference)を主催した。同年、ノークスは、イングランド出身の泳ぎ手、ルイス・ウィリアム・ゴードン・ピュー(Lewis William Gordon Pugh)に北極と南極で泳いでもらうという、ひと続きの実験に着手した。これは極寒状態に置かれたヒトの能力について調べるためであった。水温の低さを見越したうえで、ヒトは水中に入る前に深部体温(Core Body Temperature)を上昇させる能力があることを発見したノークスは、そのことを説明するために「予測熱産生」(Anticipatory Thermo-Genesis)という言い回しを用いた。2007年、ルイスが北極点の周辺の海域で1km遊泳する際に、ノークスも医師として遠征した。

## 炭水化物制限食
ノークスは、炭水化物の摂取を制限し、脂肪の摂取を積極的に増やす食事法（炭水化物制限食）を明確に支持している。南アフリカにおいては、この食事法は「ノークス・ダイエット」(The Noakes Diet)、「バンティング・ダイエット」（ Banting Diet)と呼ばれている。「バンティング」とは、19世紀のロンドンの葬儀屋、ウィリアム・バンティング(William Banting)を指す。バンティングはどれだけ運動をこなしても全く痩せなかったが、炭水化物を制限する食事法を実践したことで減量に成功し、1863年に『Letter on Corpulence, Addressed to the Public』（『市民に宛てた、肥満についての書簡』）を出版している。
ノークスは、「脂肪の摂取を減らし、炭水化物を沢山摂取せよ」と奨める主流の栄養学を「Genocide」（「大量虐殺」）と断じている。
2014年2月、ある管理栄養士が、「ノークスがTwitterで、『離乳食を作る際には、炭水化物が少なく、脂肪分が豊富なものにしなさい。それこそが"本物の食べ物"だ』」と発言した」と、南アフリカ医療専門評議会(Health Professions Council of South Africa, HPCSA)に訴えた。同会は、ノークスに対する申し立てについての公聴会を開催した。2016年10月28日、同会は、「ノークスが違法な行為を働いた廉で有罪となった」という声明を誤って発表した。その3時間後、同会は「あれは間違いだった」という声明を発表し、自分たちの非礼を詫びた。2017年4月、ノークスは無実であることが分かり、疑いが晴れた。
2014年8月、ノークスは自身のTwitterで「不誠実な科学界。自閉症と早期の予防接種とのあいだに示されている立証済みの関係は、隠蔽されているのか？」と発言した 。この発言には、ワクチンに反対する活動家で、不祥事を起こした医者、アンドリュー・ウェイクフィールド(Andrew Wakefield)による動画へのリンクが貼られていた。ウェイクフィールドは、「アメリカ疾病予防管理センター(Centers for Disease Control and Prevention)が予防接種と自閉症の関係を隠蔽している」とする陰謀論を繰り返し主張していた。その後、ノークスは、ウェイクフィールドによる陰謀論について、「何とも言えない」と述べた。
ノークスは、ジャーナリストのマリカ・スボロス(Marika Sboros)との共著本『Lore of Nutrition: Challenging conventional dietary beliefs』(ISBN 978-1776092611)を出版した。ノークスは本書の中で、自身の炭水化物制限への転換に至った経緯、『脂肪悪玉論』は現代における最大級の間違いである趣旨、自身と医学界との闘いについてを詳述している。小児科医のアラステア・マキャルパイン(Alastair McAlpine)は、南アフリカの医療ウェブサイト『Medical Brief』に本書を読んだ感想を投稿しており、「陰謀論、酷い科学、酷い文章、迫害の集合体であり、極めて無謀な内容だ」と批評している。

## 受賞歴
1996年、ノークスは、アメリカスポーツ医学会(en:The American College of Sports Medicine)の年次総会(Annual Meeting)での基調演説(Keynote Address)である「J・B・ウォルフ記念講話」(The J.B. Wolfe Memorial Lecture)を依頼された。ノークスは演説をこなし、同会に表彰された。
2002年、ノークスは理学博士の称号を授与された。同年、自身の運動誘発性低ナトリウム血症についての研究と、薬物治療と分泌液の研究で、カンヌ国際医学賞の最優秀賞を受賞した。2004年、月刊誌『Runner's World』は、過去40年間のマラソン・イベントにおいて「最も重要な人物、もしくは出来事」の1つとして、ノークスを取り上げた。
2008年、ノークスは「スポーツおよび運動医学部」の「名誉会員」に選出された。同年、南アフリカ共和国の大統領から「スポーツ分野と運動科学に優れた貢献を果たした」として、銀の「マプングブウェ勲章」(Order of Mapungubwe)を授与された。
2011年、ノークスは、アムステルダム自由大学(Vrije Universiteit Amsterdam)から「名誉博士号」(Honorary Doctorate)の称号を授与された。
2012年、ノークスは、南アフリカ国立研究財団(South Africa's National Research Foundation)から「生涯業績賞」(Lifetime Achievement Award)を授与された。
2014年、南アフリカ科学振興協会(Southern Africa Association for the Advancement of Science)は、「スポーツ生理学に素晴らしい貢献を果たした」として、名誉ある南アフリカ勲章（金）(South Africa Medal (gold))を、ノークスに授与した。

## 選集
- Lore of Running (1986)[22]
- Running Injuries: How to Prevent and Overcome Them (1990)
- Bob Woolmer's Art and Science of Cricket (2008)
- Challenging Beliefs: Memoirs of a Career (2012)[23]
- Waterlogged: The Serious Problem of Overhydration in Endurance Sports (2012)
- The Real Meal Revolution (2014)
- Raising Superheroes (2015)
- Lore of Nutrition: Challenging Conventional Dietary Beliefs, with Marika Sboros (2017)[24]
- Real Food On Trial: How the diet dictators tried to destroy a top scientist, with Marika Sboros (2019)[25]

## 参考
1. ↑  “University of Cape Town” (2015年). 2015年1月10日時点のオリジナルよりアーカイブ。2015年1月28日閲覧。
2. ↑  Matt, Johnson (2013年4月23日). “Dr. Tim Noakes: A Lifetime of Running and Research”.   runneracademy. 2019年11月12日時点のオリジナルよりアーカイブ。2019年11月12日閲覧。
3. ↑  “How Tim wants you to train”.   health24.com (2010年10月19日). 2019年11月12日時点のオリジナルよりアーカイブ。2019年11月12日閲覧。
4. ↑  “Dear Editor: Tim Noakes replies”. Noseweek. 2014年6月6日閲覧。
5. ↑  “MRC/UCT Research Unit for Exercise Science and Sports Medicine” (2012年12月24日). 2019年11月12日時点のオリジナルよりアーカイブ。2019年11月12日閲覧。
6. ↑  “About SSISA”.   The Sports Science Institute of South Africa. 2019年11月12日閲覧。
7. ↑  Speedy, DB; Noakes TD; Schneider C (2001). “Exercise-associated Hyponatremia: A review.”. Emerg Med (Fremantle) 13:  17–27. doi:10.1046/j.1442-2026.2001.00173.x 2014年1月6日閲覧。.
8. ↑  Gifford, Bill (2016年12月8日). “The Silencing of Tim Noakes”.   outsideonline. 2019年11月12日閲覧。
9. ↑  Hutchinson, Alex (2014年12月12日). “What Is Fatigue?”.  The New Yorker. 2019年11月12日閲覧。
10. ↑  “Pugh will be the guinea pig”.  News24 (2006年3月2日). 2019年11月12日閲覧。
11. ↑  Knott, Jonathan (2013年11月29日). “Dipping my toe into cold-water swimming”.  The Guardian. 2019年11月12日閲覧。
12. ↑  Cramb, Auslan (2007年7月16日). “North Pole swimmer's unique body heat trick”.  The Telegraph. 2019年11月12日閲覧。
13. ↑  KATHARINE CHILD (2017年10月16日). “Noakes calls traditional food pyramid 'genocide'”. Sunday Times. 2017年10月16日時点のオリジナルよりアーカイブ。2022年11月11日閲覧。
14. ↑  Etheridge, Jenna. “No ruling from Tim Noakes hearing, matter adjourned until April 2017”. Mail & Guardian 2017年4月25日閲覧。
15. ↑  Digital, TMG. “Tim Noakes cleared of misconduct over ‘baby Banting’ tweet”. Times LIVE. 2017年4月25日閲覧。
16. ↑  “Noakes cleared of misconduct. Full HPCSA judgment”. Medical Brief (2017年4月26日). 2017年5月5日閲覧。
17. ↑  “Noakes clears final hurdle, not guilty says HPCSA appeal committee”.  News24 (2018年6月9日). 2019年11月12日閲覧。
18. 1 2 3  Geffen N (2014年8月27日). “Tim Noakes and the responsibility of experts”. GroundUp
19. 1 2 3  McAlpine A (2018年1月10日). “Less lore and more science, please, Prof Noakes”.   Medical Brief. 2019年11月12日閲覧。
20. ↑  “Honorary doctorates”. VU University: Research.   Vrije Universiteit Amsterdam. 2016年2月23日閲覧。
21. ↑  Rudolf Marloth Brochure 2015: 1–3. (2015年). “The 2014 South Africa Medal (gold): Awarded to Professor Timothy Noakes”. 2019年11月12日閲覧。
22. ↑  Noakes, Tim. 2003. The Lore of Running. (4th edition) Oxford University Press ISBN 0-87322-959-2
23. ↑  Noakes, Timothy, 1949- (2012). Challenging beliefs : memoirs of a career. Vlismas, Michael. (New ed.). Cape Town: Zebra Press. ISBN 9781770224599. OCLC 785373938
24. ↑  Noakes, Timothy, 1949-. Lore of nutrition : challenging conventional dietary beliefs. Sboros, Marika.. Cape Town. ISBN 9781776092611. OCLC 1013165315
25. ↑  Noakes, Timothy, 1949-. Real Food On Trial: How the diet dictators tried to destroy a top scientist. Sboros, Marika.. Cape Town. ISBN 1907797653